# Dirty Harriet
Albums de Rah Digga
Classic
(2010)
Singles
1. Break Fool
Sortie : 2000
2. Imperial
Sortie : 2000

Dirty Harriet est le premier album studio de Rah Digga, sorti le 4 avril 2000.
L'album s'est classé 3e au Top R&B/Hip-Hop Albums et 18e au Billboard 200.

## Liste des titres
| No  | Titre                                                  | Contient un (des) sample(s) de                                          | Durée |
| --- | ------------------------------------------------------ | ----------------------------------------------------------------------- | ----- |
| 1.  | Intro                                                  |                                                                         | 2:48  |
| 2.  | Harriet Thugman                                        | I've Got Just the Thing de Lou Courtney                                 | 1:28  |
| 3.  | Tight                                                  | Patute de Richard Evans                                                 | 3:14  |
| 4.  | What They Call Me                                      |                                                                         | 3:49  |
| 5.  | Do The Ladies Run This? (featuring Eve et Sonja Blade) |                                                                         | 4:02  |
| 6.  | Imperial (featuring Busta Rhymes)                      | Pass the Dutchie de Musical Youth                                       | 6:24  |
| 7.  | Curtains                                               |                                                                         | 3:52  |
| 8.  | Showdown                                               |                                                                         | 3:34  |
| 9.  | The Last Word (featuring Outsidaz)                     |                                                                         | 4:17  |
| 10. | Break Fool                                             |                                                                         | 3:28  |
| 11. | Straight Spittin', Part II                             |                                                                         | 2:34  |
| 12. | What’s Up Wit’ That?                                   |                                                                         | 3:59  |
| 13. | So Cool (featuring Carl Thomas)                        |                                                                         | 3:22  |
| 14. | Just For You (featuring Flipmode Squad)                | Tsiganochka (The Gypsy Dance) (Chanson traditionnelle)                  | 4:59  |
| 15. | Fuck Ya’ll Niggas (featuring Young Zee)                |                                                                         | 2:56  |
| 16. | Lessons of Today                                       | You Go to My Head de Bryan Ferry Princess of the Posse de Queen Latifah | 4:55  |

| 17. | Handle Your B.I. | 3:08 |
| 18. | Clap Your Hands  | 3:29 |